# اولنه-سور-مولدر
اولنه-سور-مولدر (به فرانسوی: Aulnay-sur-Mauldre) یک کمون در فرانسه است که در ایولین واقع شده‌است. اولنه-سور-مولدر ۲٫۲۳ کیلومتر مربع مساحت دارد ۳۵ متر بالاتر از سطح دریا واقع شده‌است.